# Rotebühlbau
Koordinaten: 48° 46′ 29,1″ N, 9° 10′ 9,3″ O

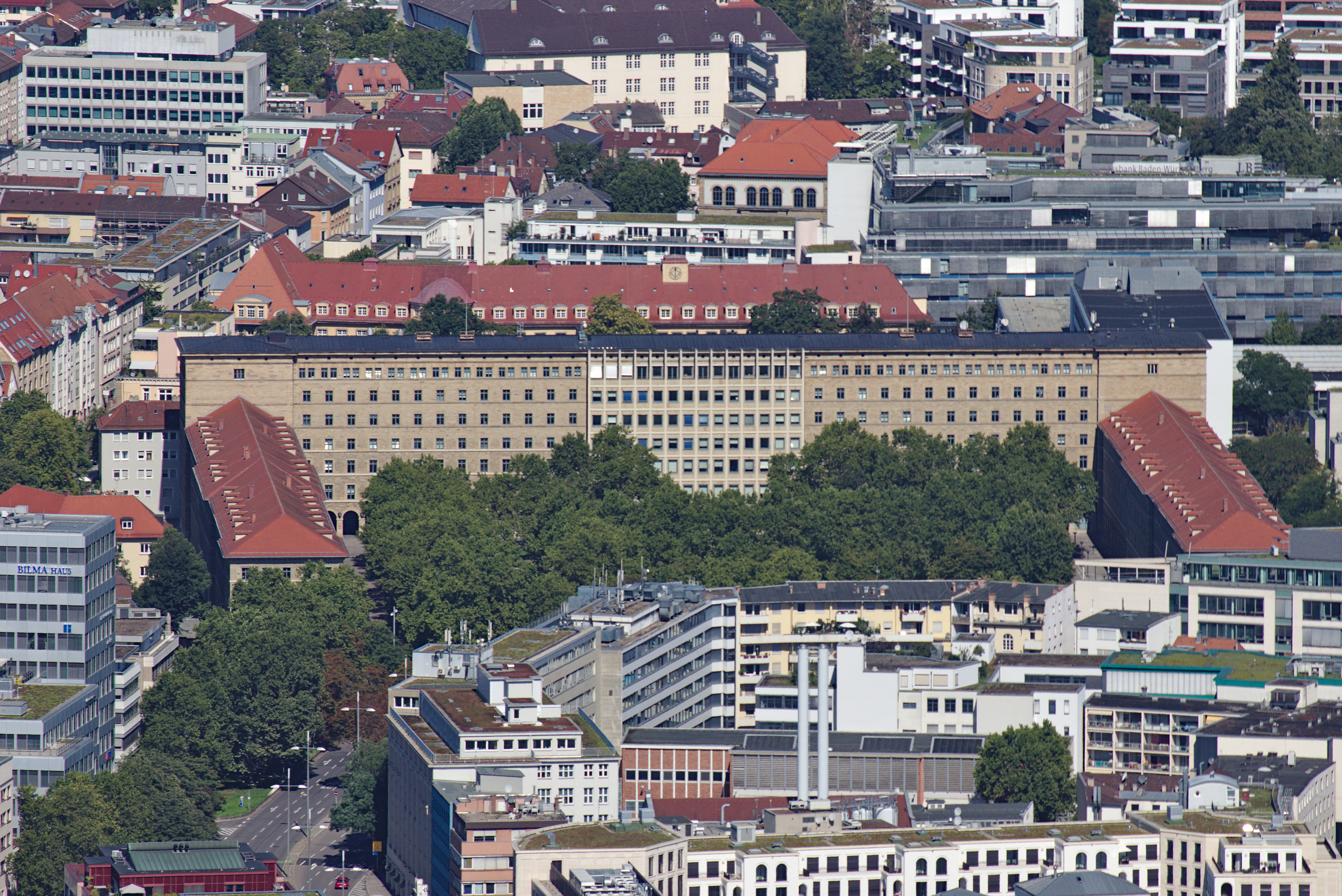
Rotebühlbau aus südlicher Richtung (2019)

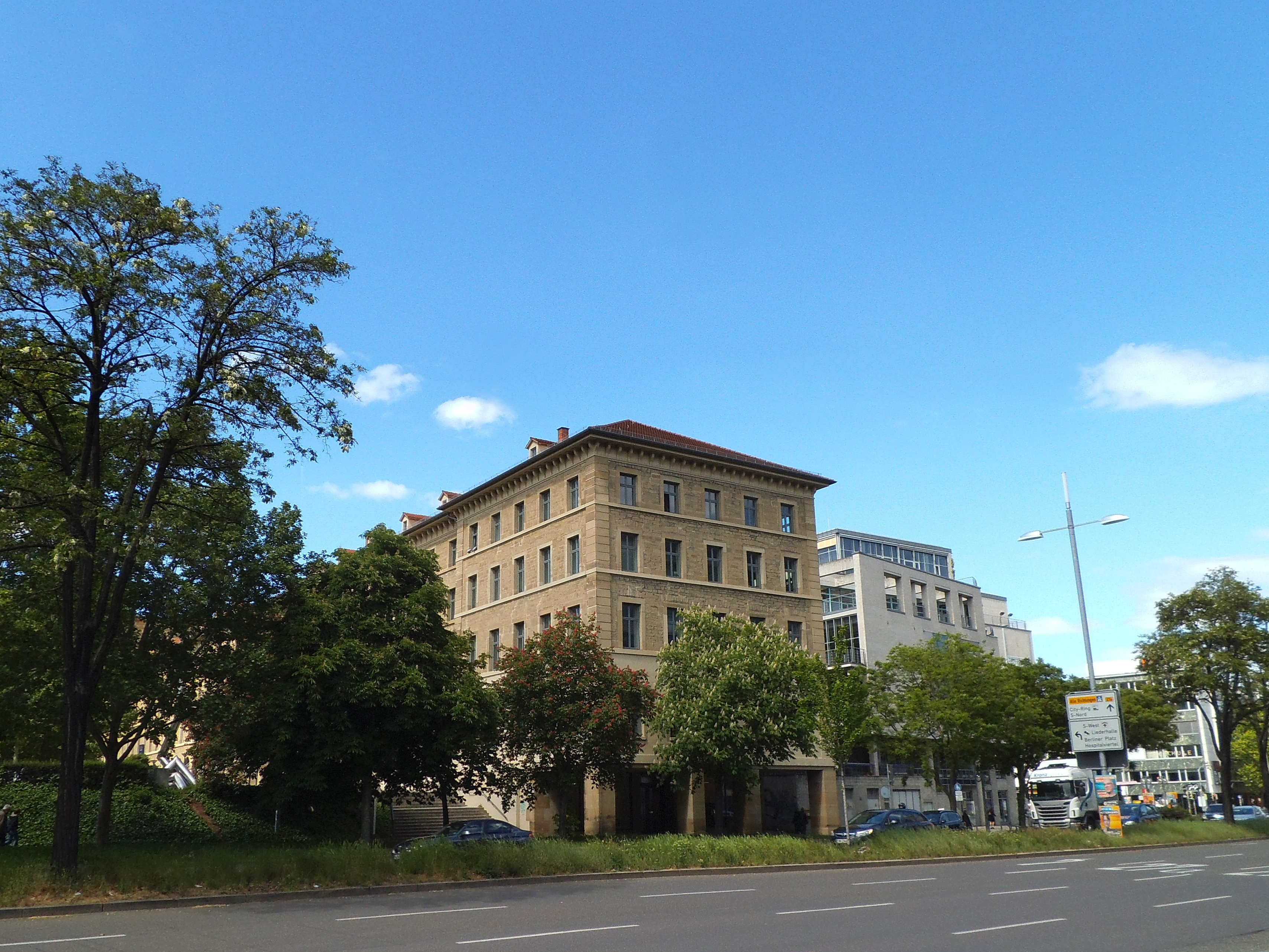
Ostflügel aus Sicht der Rotebühlstraße

Der Rothebühlbau ist eine ehemalige Infanteriekaserne, erbaut 1827–1843, in der sich heute die Oberfinanzdirektion und die Stuttgarter Finanzämter I und III befinden.

## Lage
Der Rotebühlbau liegt im westlichen Bereich der Stuttgarter Innenstadt im Stadtbezirk Stuttgart-Mitte. Der Bau grenzt direkt an den Rotebühlplatz. Der Hof des u-förmigen Gebäudes öffnet sich zur Rotebühlstraße hin. Nordwestlich des Rotebühlbaus, hinter dem Mittelbau, befinden sich heute die Kantine des Finanzamts und zwei berufliche Schulen (Max-Eyth-Schule und Robert-Mayer-Schule).

## Geschichte der Kaserne (1827–1918)

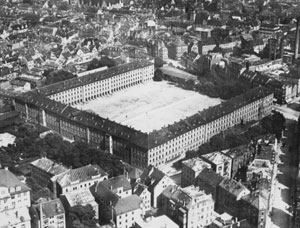
Luftaufnahme aus dem Jahr 1911

### Entstehung des Baus
1816 gab es drei Kasernen in Stuttgart, welche König Wilhelm I. in eine Kasernenanlage zusammenfassen wollte. Am Ende wurde eine zentral gelegene und vor allem große Kaserne gebaut. Der namensgebende Begriff Rotebühl geht zurück auf ein rotes Heiligenbild, das einst vor dem nahe gelegenen Stadttor an der Calwer Chaussee stand. Offiziell wurde der Bau als Große Infanteriekaserne geführt, doch weitaus geläufiger war der Begriff Rotebühlkaserne. Der Bau der gesamten Kasernenanlage dauerte von 1827 bis 1843. Der linke Flügel wurde von 1827 bis 1832 errichtet. 1832 bis 1839 wurde der Querflügel samt Hintergebäude gebaut. Der rechte Flügel folgte dann von 1839 bis 1843 unter der Bauleitung von Theodor von Landauer. Diese Kaserne war mit ihren jeweils 150 m langen Flügeln lange Zeit die größte Anlage ihrer Art in Deutschland. Der Hof diente damals als Exerzierplatz.

### Die Regimenter und deren Kriegseinsätze

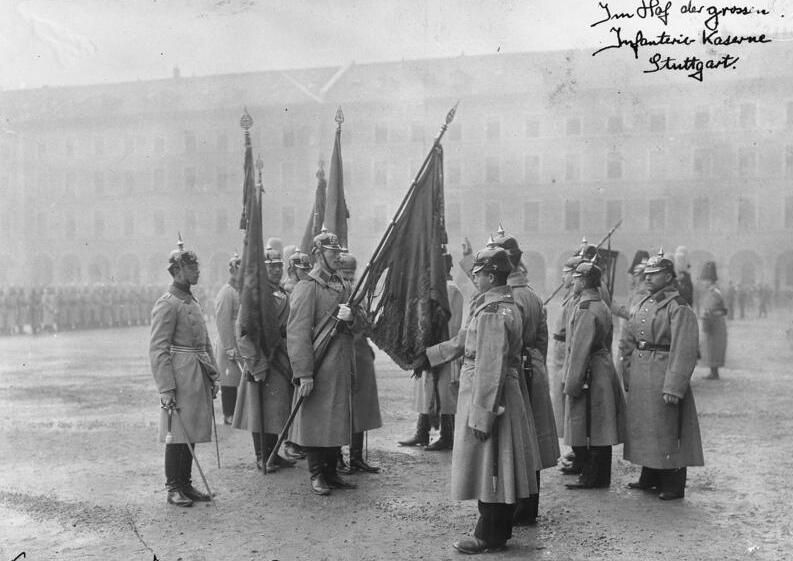
Vereidigung von Soldaten im Innenhof (1905)

In der Kaserne waren die beiden Infanterieregimenter Königin Olga Nr. 119 und die sogenannten „Siebener“ (7. Württ. Nr. 125) stationiert. Zu drei Kriegen rückten Soldaten von hier aus: 1866 zum Deutschen Krieg, 1870 zum Deutsch-Französischen Krieg und 1914 zum Ersten Weltkrieg. Am 6. August 1914 zogen beide Regimenter in den Ersten Weltkrieg. Sie wurden im Hof der Kaserne von König Wilhelm II. und Königin Charlotte verabschiedet. Hierzu sind folgende Worte überliefert: „Ich vertraue auf die allzeit bewährte, pflichttreue Hingebung meiner Truppen und bin gewiss, dass meine Württemberger den Vätern gleich wetteifern werden mit den Waffengefährten aus Nord und Süd, um unsere große Gabe zum Siege zu führen.“

### Bombardierung während des Ersten Weltkriegs
Am 22. September 1915 wurde Stuttgart erstmals aus der Luft angegriffen. Es wurden 23 Bombenangriffe gezählt. Auch die Rotebühlkaserne blieb nicht unversehrt. Eine Bombe traf die Rotebühlkaserne, wodurch drei Soldaten ums Leben kamen und 38 verletzt wurden.

### Novemberrevolution 1918
Im Zuge der landesweiten Aufstände riefen MSPD, Gewerkschaften und USPD am 9. November 1918 in Stuttgart zu einer Großkundgebung im Stadtzentrum auf. Im Laufe dieser Kundgebung zog der Spartakist Albert Schreiner mit mehreren hundert Demonstranten vor die Rotebühlkaserne. Die daraufhin erfolgten Ereignisse schildert der Historiker Manfred Scheck in seiner Geschichte der Arbeiterbewegung in Württemberg:
„Das verschlossene Tor der Infanteriekaserne wurde eingedrückt, und die Demonstranten strömten in den Hof, wo sie jedoch nicht haltmachten. Waffen- und Kleiderkammern wurden geleert, die Gewehre ebenso wie die Bilder und Büsten der gekrönten Häupter zerschlagen. Die Akten des Oberkriegsgerichts warf man aus dem Fenster, und auch einige Gefangene wurden befreit. Im Hof der Kaserne wählten die Soldaten anschließend einen Soldatenrat mit Schreiner an der Spitze.“

## Weimarer Republik: von der Kaserne zum Verwaltungssitz
Nach dem Ende des Ersten Weltkriegs und der daraus resultierenden Demobilisierung des Deutschen Heeres durch den Versailler Vertrag beherbergte die Kaserne Teile des Abwicklungsamtes des früheren württembergischen Kriegsministeriums. Damit war die Umfunktionierung zum Verwaltungsbau eingeläutet. Seit 1919 beherbergte der Rotebühlbau die verschiedensten Behörden, unter anderem Finanzämter, Arbeitsministerium und Gewerbeaufsicht. Allerdings wurden anlässlich dieser Umnutzung keine baulichen Veränderungen vorgenommen.

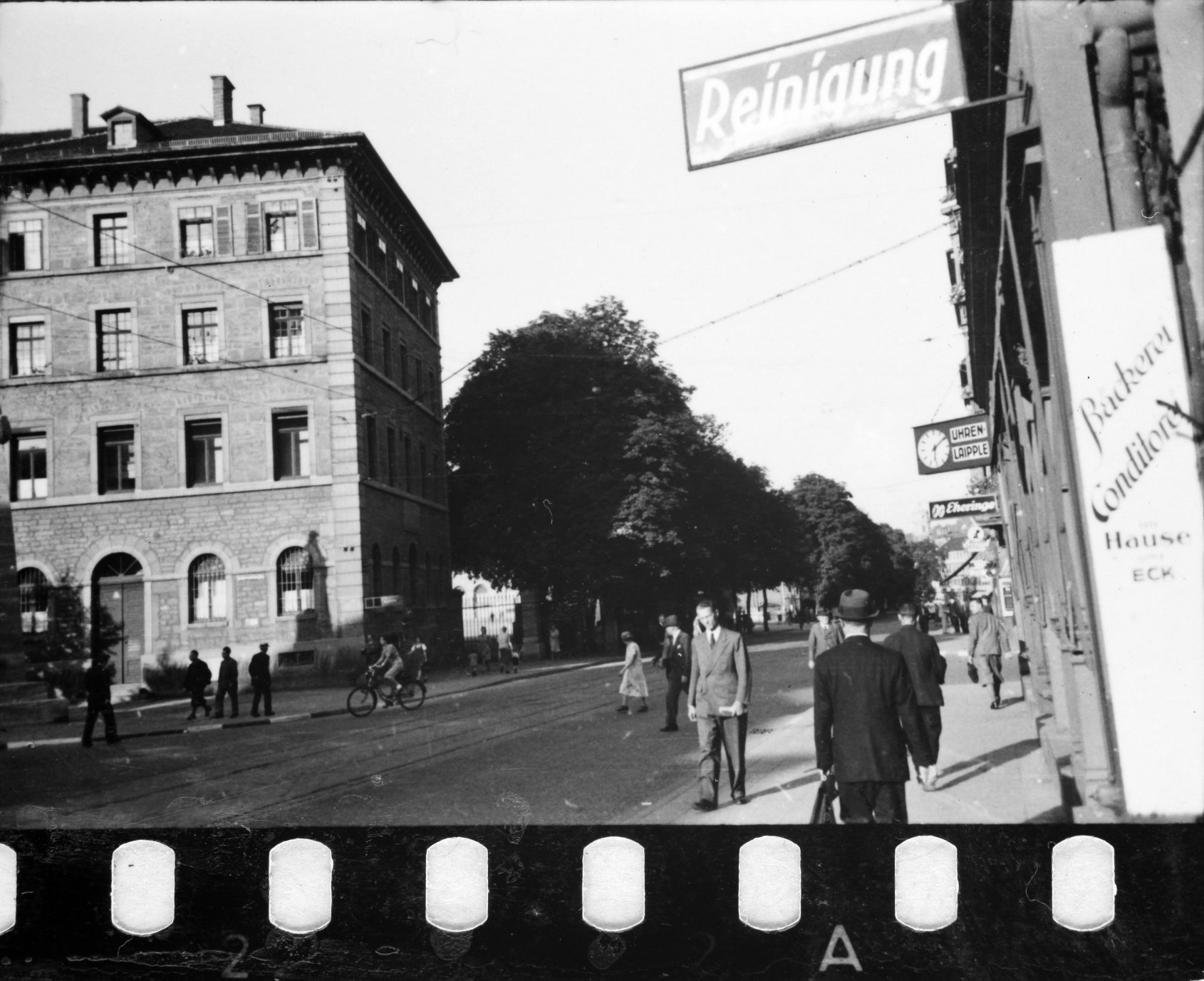
Westflügel der Rotebühlkaserne (1942)

## NS-Zeit: Ort der Propaganda und der Ausplünderung

### Massenveranstaltungen
In der Zeit des Nationalsozialismus wurde der Innenhof häufig für propagandistische Massenveranstaltungen des Regimes genutzt. So fand hier beispielsweise im März 1933 eine Parteiversammlung der NSDAP statt, auf der unter anderem der damalige Reichskommissar der württembergischen Polizei, Dietrich von Jagow, eine Rede hielt. Am 1. Mai desselben Jahres drängten sich im Hof rund 40.000 Menschen zur großen Kundgebung des Tags der nationalen Arbeit. Im Mittelpunkt der Veranstaltung stand die Rundfunkübertragung einer Rede Hindenburgs aus dem Berliner Lustgarten. Umrahmt war die Übertragung durch Ansprachen regionaler NS-Funktionäre wie Wilhelm Murr oder Fritz Kiehn, der in seiner Rede „internationale jüdische Elemente“ für die schlechte Situation der Arbeiterschaft verantwortlich machte.

### Zwangsversteigerungen jüdischen Besitzes im Rotebühlbau

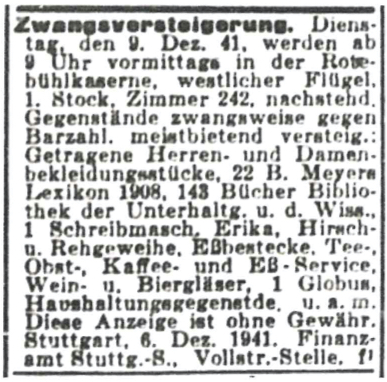
Anzeige im Stuttgarter Tagblatt vom 6. Dezember 1941

Mit den Novemberpogromen 1938 begann die systematische Ausplünderung der jüdischen Bevölkerung, wobei der Finanzverwaltung eine wichtige Aufgabe zukam. Klar zu Tage trat die Rolle der örtlichen Finanzämter durch öffentliche Versteigerungen jüdischen Besitzes. Auch im Rotebühlbau fanden solche Versteigerungen statt. Im Stuttgarter Tagblatt beispielsweise wurde eine Zwangsversteigerung jüdischen Eigentums für den 9. Dezember 1941 bekannt gegeben. Das Finanzamt Stuttgart-Süd warb in der Annonce unter anderem mit Haushaltswaren, Kleidung, Büchern und Einrichtungsgegenständen. Kurz zuvor fand am 1. Dezember die größte Deportation württembergischer Juden aus Stuttgart mit etwa Tausend Menschen statt.

### Luftangriffe
Durch die schweren Luftangriffe auf Stuttgart im Juli und September 1944 wurde der Mittelbau zerstört und die Seitenflügel stark beschädigt. In den letzten Kriegsjahren stand im Hof des Rotebühlbaus ein Hochstand mit leichter Flak (2 cm).

## Nachkriegszeit bis heute
Nach Ende des Zweiten Weltkriegs wurde das Gebäude wieder aufgebaut, zwischen 1948 und 1952. Hierzu wurde der Mittelbau, in dem sich heute die Oberfinanzdirektion befindet, um drei Etagen aufgestockt. Von 1993 bis 1998 wurde das gesamte Gebäude saniert und in die Seitenflügel wurden Stahlbetondeckenkonstruktionen eingebaut.

## Denkmäler

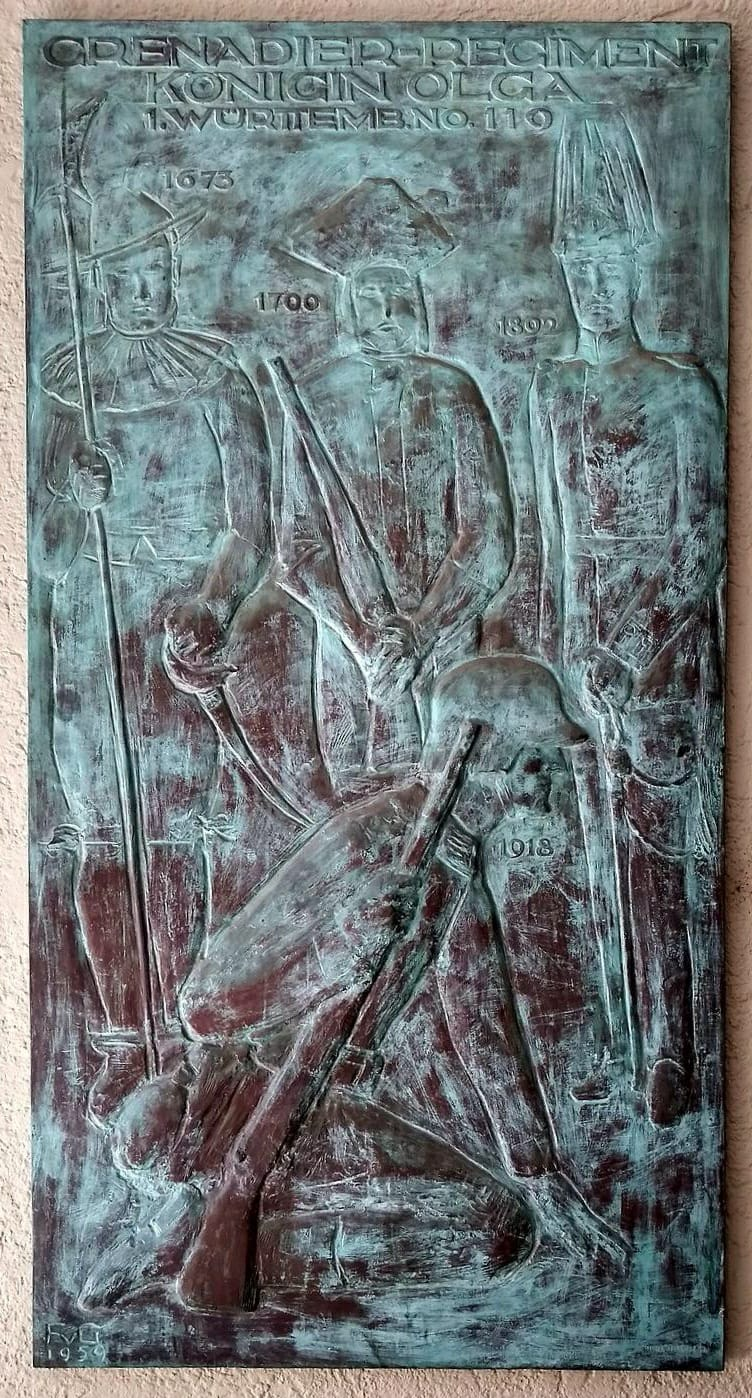
Grenadier-Platte von Fritz von Graevenitz

### Grenadier-Platte
Ein Hinweis, der heute noch am Gebäude auf die frühere Nutzung als Kaserne erinnert, ist ein Relief von Fritz von Graevenitz. Laut Gravur stammt es aus dem Jahr 1959. Die Regimentszusammenkunft am Rotebühlbau zur Einweihung fand jedoch erst am 23. Juli 1961 statt. Das Relief hängt heute im Fußgängerdurchgang des Mittelbaus. Fritz von Graevenitz selbst diente von 1911 bis 1918 im Grenadier-Regiment Königin Olga Nr. 119, welchem er sein Werk widmete. Das Relief stellt einen Ausschnitt der langen Regimentsgeschichte dar und zeigt vier Soldaten, vom 17. bis zum 20. Jahrhundert.

### Gedenktafel

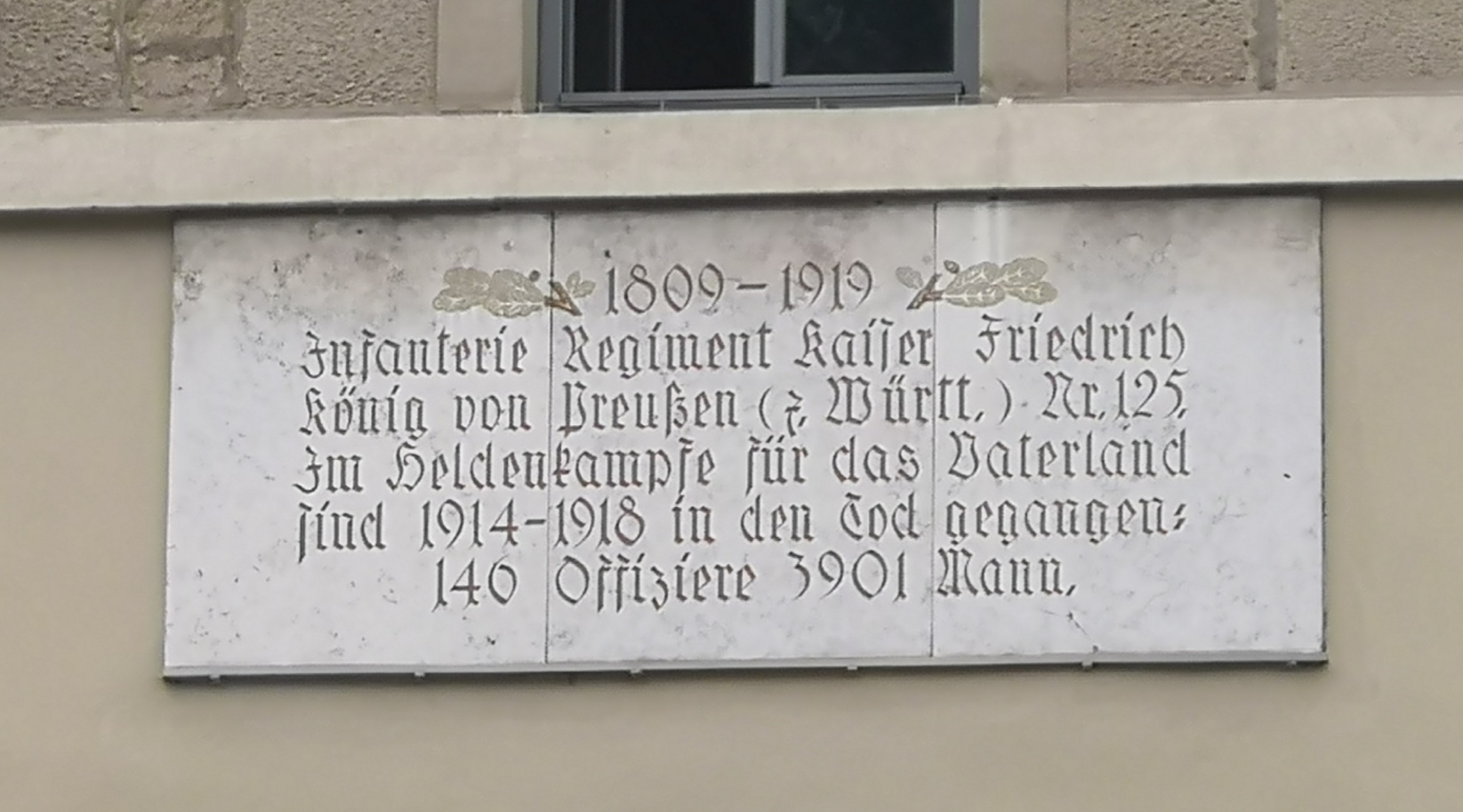
Gedenktafel an der Vorderseite des Westflügels

Ein weiterer Verweis auf die frühere Nutzung des Baus ist eine Gedenktafel auf der Frontseite des Westflügels. Die Gedenktafel erinnert an die über 4000 gefallenen Soldaten des „Siebener“ Regiments.

### Obelisk

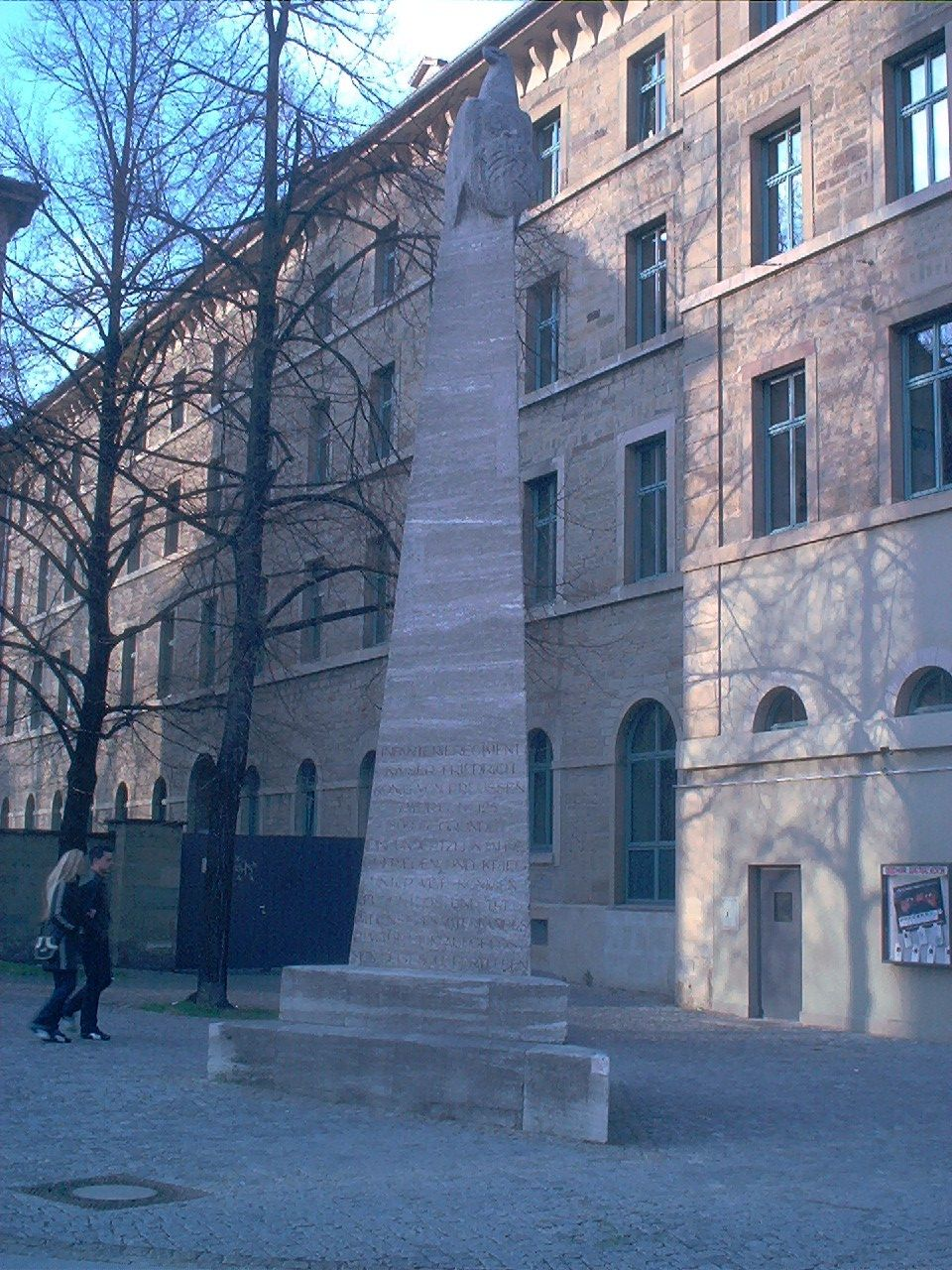
Obelisk vor dem Westflügel (Fritz von Graevenitz, 1927)

Neben dem Westflügel, an der Ecke Rotebühl/Herzogstraße, befindet sich ein ca. 6 Meter hoher Obelisk aus Muschelkalk, dessen Spitze ein Adler schmückt. Der Obelisk gedenkt der Kampfhandlungen und der Gefallenen des „Siebener“ Regiments (1809–1919). Er stammt wie die Grenadier-Platte von Fritz von Graevenitz und wurde laut Gravur 1927 erschaffen.

## Innenhof
Das Innere der Rotebühlkaserne ist teils begrünter Park, teils Parkplatz. Im Park stehen ausschließlich Platanen.

### Röhrenplastik

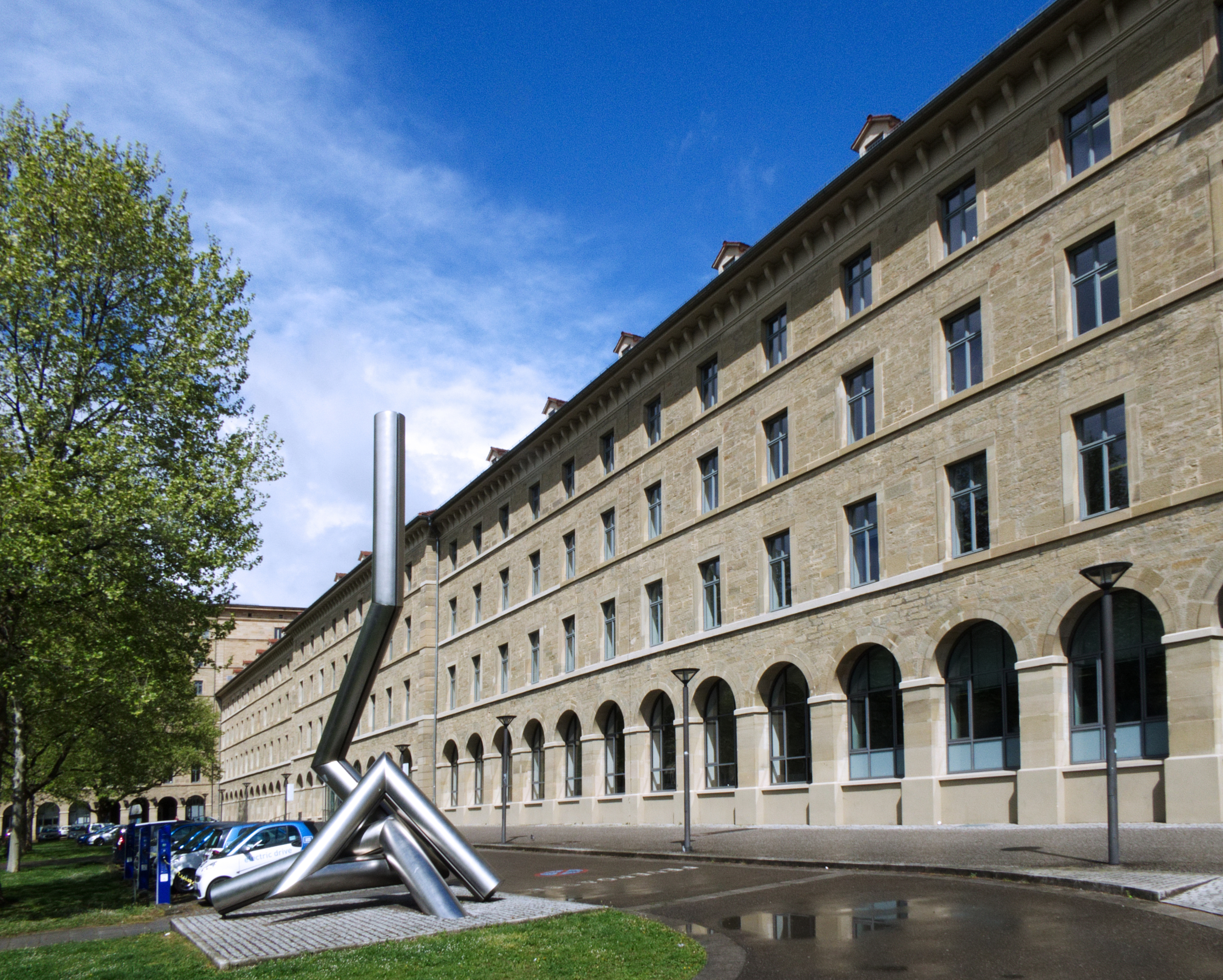
Röhrenplastik am Nordost-Flügel

Vor dem Ostflügel (Finanzamt Stuttgart I) steht die Röhrenplastik 8/73 von Erich Hauser, aus dem Jahre 1973. Sie ist 8,00 m hoch, 5,00 m lang und 3,00 m breit und besteht aus Edelstahl. Die Plastik ist in zwei Teile gegliedert: den einen in der Rabatte und den anderen auf dem Sockel. Das Kunstwerk ist im Besitz des Landes Baden-Württemberg.